# Milieu Taylor à la lysine
 (avril 2025).
Le lysine de Taylor est un milieu de culture.

## Usage
Recherche de la LDC (lysine décarboxylase).

## Composition
| Extrait de levure           | 3 g     |
| L-lysine (monochlorhydrate) | 5 g     |
| Glucose                     | 1 g     |
| Bromocrésol pourpre         | 0,16 mg |
| Éthanol                     | 1 ml    |
| Chlorure de sodium          | 5 g     |
| pH                          | 6,8     |

Le milieu peut être supplémenté de 9 g/L environ de NaCl pour permettre la culture des bactéries halophies (Vibrio par ex.)

## Préparation
Le milieu est acheté prêt à l'emploi ou fabriqué à partir des différents constituants. Il est indispensable de contrôler le pH. Pour utiliser la forme DL de l'acide aminé, il est indispensable de doubler la dose. Autoclavage classique.

## Lecture
L'alcalinisation avec culture montre la présence d'une LDC (milieu violet et trouble). Un milieu acide montre la fermentation du glucose et l'absence de la LDC. La quasi-totalité des bactéries fermentent le glucose et donc, acidifient dans un premier temps le milieu en produisant des acides organiques et du dioxyde de carbone, emprisonnés dans le milieu. Le glucose est rapidement épuisé (1 g/L) et les bactéries vont :
- si elles sont LDC -, utiliser les peptones du milieu par fermentation (extrait de levure) et alcaliniser légèrement le milieu mais pas suffisamment pour contrer l'acidification précédente. Le milieu est jaune (et trouble puisqu'il y a culture).
- si elles sont LDC +, décarboxyler la lysine en alcalinisant fortement et utiliser les peptones par fermentation ce qui provoque une légère fermentation. Le milieu est violet (et trouble puisqu'il y a culture).

Une absence de culture est possible pour une bactérie aérobie stricte ou très exigeante.